# آتشکده دولت‌خانه
آتشکده دولت خانه مربوط به دوره صفوی است و در کرمان، خیابان صمصام، کوچه مهدیه واقع شده و این اثر در تاریخ ۱۰ دی ۱۳۸۱ با شمارهٔ ثبت ۶۷۵۴ به‌عنوان یکی از آثار ملی ایران به ثبت رسیده‌است.
از دوره صفویه تا کنون هر ساله در دی ماه مراسمی تحت عنوان« گهنبارها شاه عباسی» در این آتشکده برگزار می گردد.این مراسم مختص کرمان و این آتشکده است‌.